# Dryodurgades dlabolai
Dryodurgades dlabolai är en insektsart som beskrevs av Wagner 1963. Dryodurgades dlabolai ingår i släktet Dryodurgades och familjen dvärgstritar. Inga underarter finns listade i Catalogue of Life.